# Jean Dolabella

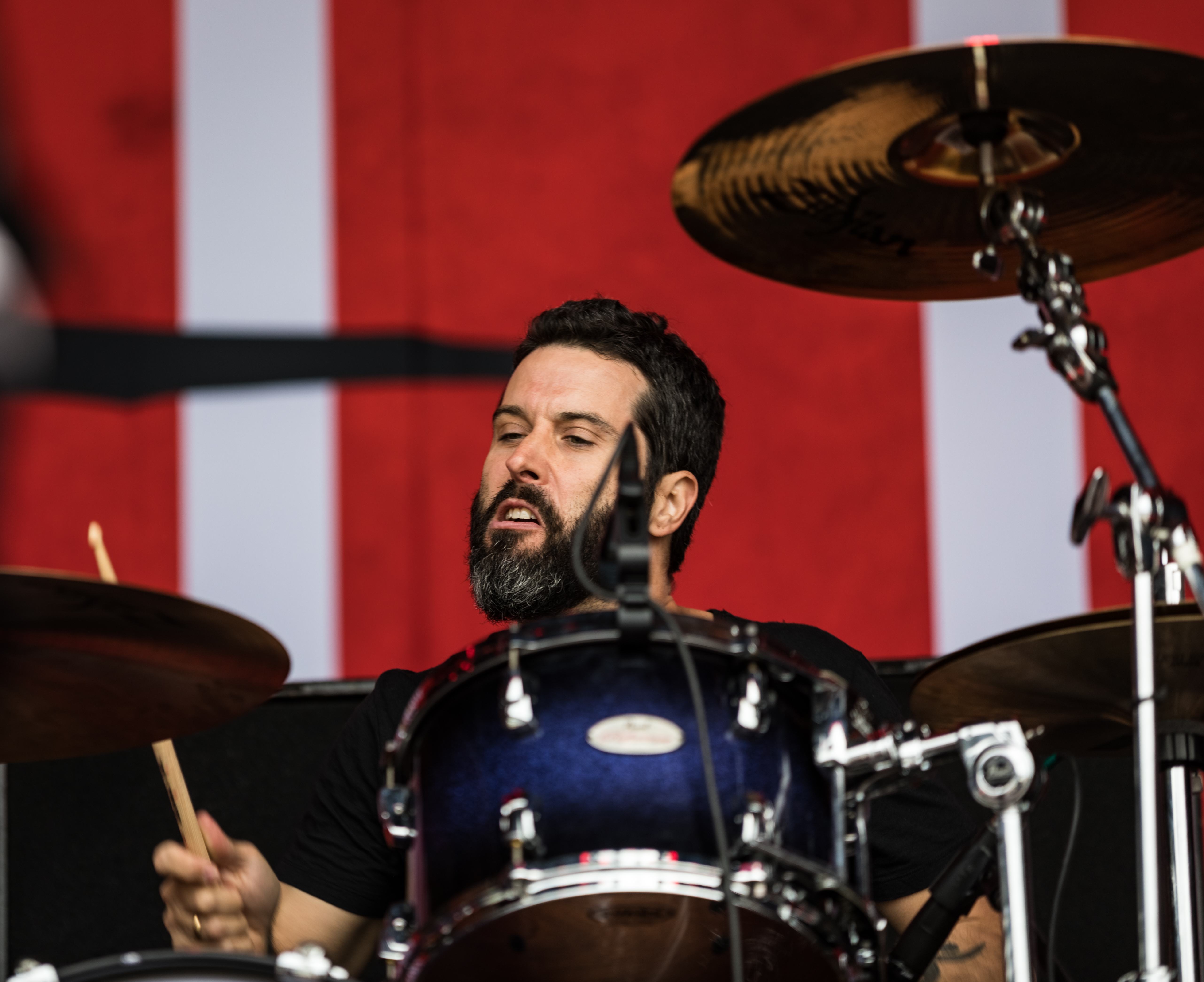
Jean Dolabella 2018 auf dem Rock am Ring

Jean Dolabella (* 14. Mai 1978) ist ein brasilianischer Schlagzeuger sowie Multiinstrumentalist in der Band Ego Kill Talent. Er wurde insbesondere auch für seine Mitgliedschaft als Schlagzeuger in der Thrash-Metal-Band Sepultura von 2006 bis 2011 bekannt. Dolabella ist zudem als Musikproduzent tätig und besitzt sein eigenes Studio.

## Werdegang
Dolabella graduierte 2004 auf dem Los Angeles College of Music. Bereits im Jahr 2000 hatte er mit der Band Diesel, die ihren Namen später in Udora änderte, ein selbstbetiteltes Album veröffentlicht. Zu dieser Zeit war er Schlagzeuglehrer in der Pro-Music School in Belo Horizonte. Eine Zeit lang lebte er mit Udora in den USA, doch verließ dann die Gruppe. Etwa zur selben Zeit, 2006, hatte Sepulturas Schlagzeuger Igor Cavalera die Band verlassen, und Dolabella ersetzte ihn. Er blieb bis 2011 Mitglied von Sepultura und nahm zwei Alben mit der Band auf, A-Lex und Kairos. 2009 spielte er auch auf den Soloalben von Sepultura-Gitarrist Andreas Kisser, Hubris I & II. 2014 gründete er eine neue Band, Ego Kill Talent, in der er unter anderem Gitarre und Schlagzeug spielt. Mit dieser veröffentlichte er 2017 ein selbstbetiteltes Album und 2021 das Album The Dance Between Extremes.

## Diskografie
- 2000: Diesel – Diesel
- 2005: Udora – Liberty Square
- 2009: Andreas Kisser – Hubris I & II
- 2009: Sepultura – A-Lex
- 2011: Sepultura – Kairos
- 2017: Ego Kill Talent – Ego Kill Talent
- 2021: Ego Kill Talent – The Dance Between Extremes